# 宿題
宿題（しゅくだい、英：homework, homework assignment）は、学校教育等において、教師が授業時間外に児童・生徒・学生に課する自己学習の課題を指す。

## 日本の学校教育

### 形式
広く一般に、学校等で教師が児童・生徒・学生に課す自己学習の課題全般を宿題と呼ぶ。宿題は日ごろの授業中に課されることもあれば、定期考査の前後や、あるいは長期休業（夏休みや冬休みなど）中の課題として課されることもある。初等教育における宿題の種類としては以下のようなものがある。
- 自主学習などの自由課題
- プリント教材、教科書などの練習問題
- 問題集などによる問題演習
- 作文・レポート・作品などを教師に提出する。教師は提出された宿題の内容を点検する。宿題の内容により、検印を押したり、添削を行った上で児童らへ返却することもある。

宿題を出す意図は学校や教師によって様々である。多くは授業の理解度の確認目的であり、また児童・生徒・学生の意識調査目的である。プリントや教材による問題演習は前者にあたり、作文や感想文は後者にあたる。
日本の初等から中等教育では、与えられた学習課題に取り組み解答する宿題（ワークシートや問題集など）、また自己の意見・考えをまとめるもの（作文や新聞作りなど）が多い。中等～高等教育では、自らが学習・研究した内容などをまとめ、小論文の形式にするレポート形式の宿題が多くなる。
宿題の多くは提出期限があり、その期限内に指定された内容を学習して提出することが求められる。また、内容が不十分であれば再提出を求められることや、期限内に提出できなければ成績から減点されることがある。
こうした「提出期限を遵守する」また「守ることができなければペナルティが課される」という宿題のルールは、会社等の一部の業務における「与えられた仕事を期限までに完成する」ルールと非常に親和性がある。そのため宿題を学校教育における社会訓練の一環として重要視する人も多く、宿題を期日までに提出できなかった生徒には教師が個別で指導をする場合がある。

### 問題点
文部科学省が定めた学習指導要領に宿題なる項目は含まれておらず「家庭学習を視野に入れた指導」・「総合的な学習の時間」の一環として扱われており、指導内容や実態は各校、各教諭の裁量に任せた複雑多岐に渡るものとなっている。
学力は各々の生徒によって異なっており、高学力を有する生徒には既に授業で習得した内容の反復であり新規性に乏しい上に学習効果が薄く、低学力の生徒にとっては煩雑で難解な問題の正答が難しく宿題をする意欲が湧かず答えを丸写しして提出するなど宿題としての意味を成さないなどの問題がある。
新宿区立西新宿小学校は、「子どもたちは常に周りとの比較や競争にさらされ、自分のいたらなさを示される中で、自己肯定感が下がっている」「成績で序列をつけて、いい子と悪い子に選別するのではなく、一人ひとりの良さをみる評価にしたい」「子どもの自由な発想に対し、大人が『そんなくだらないことはやめて勉強しなさい』と言うことは、もしかしたら大発見の芽を摘む行為かもしれず、それは人類にとっての損失」といった理由で2023年度から学期中の宿題を廃止した

### 歴史
宿題という言葉の初出は1801年（享和元年）大田南畝による山内尚助宛大田南畝書簡（4月19日付け）である。

## イギリスの学校教育

### 定義
政府の「宿題：初等・中等学校に対するガイドライン」により、「宿題とは、独力にせよ親や保護者と一緒にするにせよ、授業以外でするように課せられた、あらゆる学習や活動のことを指す。」と定義されている。

### 歴史
トニー・ブレア政権は基礎学力向上を目指す教育改革の重要な施策の一つとして、1998年に「宿題ガイドライン」を出し、ほとんどすべての学校で宿題への組織的な取り組みが実施されるようになった。
保守党政権時代に制定された1988年の教育改革法以降、1990年代中頃から学力向上との関連で宿題の意義が注目されるようになった。1995年には教育水準庁が「初等・中等学校における宿題」という報告書を出している。また1995年の全国教育研究所（NFER）の調査結果で初等学校6年生のほぼ半数の児童が定期的な宿題を課せられていなかったことがわかった。
トニー・ブレア政権成立後、1997年7月に教育白書「より優れた学校を求めて」が発表され、年齢毎にどのぐらいの宿題を出すべきか、宿題の時間はどの程度にするかなどを検討することになった。そして教育水準庁による調査結果などを踏まえ、「はしがき」「序論」「初等学校」「中等学校」「付属文書『宿題：実践から学ぶ』（教育水準庁の調査結果の概要）」から構成される正式な政府の公式ガイドラインである「宿題：初等・中等学校に対するガイドライン」が発表された。

### 内容
政府の「宿題：初等・中等学校に対するガイドライン」により、宿題方針は学校全体の学習・評価戦略の一部として学校の校長などの管理職チームが主導して策定することになっている。
学校全体での宿題への取り組みは、1990年代中頃には大多数の中等学校で行われていたが、初等学校ではあまり進んでいなかった。1995年の調査では宿題方針を策定している初等学校は25%だったが、政府の宿題ガイドラインが正式発表された後、1999年の調査ではほぼ100%の初等学校が宿題方針を策定していることがわかった。

## フランスの学校教育
フランスではフランス革命以来、学校は公的領域、家庭は私的領域で、それぞれの教育も分け、公教育の一部である学校の宿題が家庭の時間に侵入することは私の自由の侵害にあたるという考え方があり、フランスの公立小学校では記述を伴う宿題がフランス国民教育省の省令（Circulaire du 29 décembre 1956（フランス国民教育省 1956年11月23日付省令））で禁じられている。
フランスの公立小学校では教師が独自の判断で宿題を出すことも増えているが、2012年10月にフランソワ・オランド大統領は公立小学校での宿題廃止を提言した。

## 中国の学校教育
中国では2021年7月24日に学校の宿題の量を大幅に制限し、民間の学習塾通いによる子どもの負担を抑制する双減政策が発表された。一方で2021年10月には「家庭教育促進法」が成立した。
2021年7月24日に出された通知（双減文件）のうち宿題負担の軽減は以下のような内容である。
1. 保護者による宿題の指導等の禁止[9]
2. 宿題は、小学校第1年から第2学年では禁止、第3学年から6学年では平均1時間以内の量、中学生は90分以内の量に制限[9]
3. 一般企業の法定退勤時間まで放課時間を延長し、教師による宿題や問題の解説などの学習指導を実施[9]

## 宿題に関する国際調査
東京、北京、ソウル、ヘルシンキ、ロンドン、ワシントンDCを対象とする「学習基本調査・国際6都市調査 速報版 2006年～2007年」では、学習時間トータルのなかで宿題に費やす時間が最も長かったのが北京で60.0分、欧米3都市が45分前後、東京とソウルが30分台だった。東京とソウルで宿題に費やす時間が短かったのは、この2都市では学校外の学習が盛んなため教員が宿題をあまり出さないようにしているのではないかという指摘がある。一方で、北京では教員から多くの宿題が課されている上にそれ以外の学習も多くなっている。
中国の民間機関の調査「小中高校生の宿題ストレスリポート」によると、2017年に18歳以下の中国の子どもが宿題にかけた時間は1日平均2.82時間で、世界平均の3倍、日本の3.7倍、韓国の4.8倍だった。中国では睡眠不足や体調不良などの問題が起きたため、2021年7月24日に学校の宿題の量を大幅に制限し、民間の学習塾通いによる子どもの負担を抑制する双減政策が発表された。

## 宿題の効果
デューク大学脳神経学カイル・クーパー教授の研究によると、「学年の段階によって大きく影響は変わり、高校においては宿題はポジティブな効果がみられるが小学生（特に低学年）については、成績に関する宿題の効果は微々たるもの、と思われる」「学年順・習得度に合わせた適切で段階的な宿題の時間を設ける」「子どもの学年×宿題10分」（the 10 Minute Rule）
という方法を推奨している。

## 宿題代行サービス
主に子供を抱える親の需要に応える形で、宿題代行サービス（しゅくだいだいこうサービス）がビジネスとして生まれている。
インターネットを介して注文の発注、商品（宿題）の納入が行われる。計算問題から読書感想文、自由研究、卒業論文、就活小論文などを取り扱うところもある。小学校低学年向けに執筆される読書感想文は、読点がない等の、小学校低学年に散見される文章の特徴を再現するなど、小学校低学年の作文した文章に見せる工夫が施されている。
このサービスについて賛否はあるが、教育関係者は批判的な傾向がある。例えば文部科学省や大阪府教育委員会は「宿題の本来の目的からすると好ましくない」「なんでもお金で解決することを子供のうちから教えるのは良くない」と異を唱えている。また、教育評論家の尾木直樹は自身の公式ブログで、一枚数千円程度する読書感想文の代金を「これは大学教授の水準をはるかに超えた暴利だ」とし、宿題代行サービスを「教育詐欺」、「教育犯罪」と断言した。
韓国でも宿題代行サービスは広く流行している。